# Uzłowoje (rejon krasnoznamieński)
Uzłowoje (ros. Узловое) – osiedle w Rosji, w obwodzie królewieckim, w rejonie krasnoznamieńskim. W 2010 liczyło 562 mieszkańców.